# Lunde Sogn (Varde Kommune)
 For alternative betydninger, se Lunde Sogn. (Se også artikler, som begynder med Lunde Sogn)
Lunde Sogn er et sogn i Varde Provsti (Ribe Stift).
I 1800-tallet var Ovtrup Sogn anneks til Lunde Sogn. Begge sogne hørte til Vester Horne Herred i Ribe Amt. Lunde-Ovtrup var dengang én sognekommune, men ved kommunalreformen i 1970 var Lunde og Ovtrup to selvstændige sognekommuner. De blev begge indlemmet i Blaabjerg Kommune, som ved strukturreformen i 2007 indgik i Varde Kommune.
I Lunde Sogn ligger Lunde Kirke.
I sognet findes følgende autoriserede stednavne:
- Dybvad Gårde (bebyggelse, ejerlav)
- Frøstrup (bebyggelse, ejerlav)
- Frøstrup Hede (bebyggelse)
- Frøstrup Plantage (areal)
- Gejl (bebyggelse)
- Halager (bebyggelse)
- Himmerig (bebyggelse)
- Hundstoft (bebyggelse)
- Husted (bebyggelse)
- Hølled (bebyggelse)
- Karlsgårde (bebyggelse)
- Kastkær (bebyggelse, ejerlav)
- Kovadsbæk (vandareal)
- Langsig (bebyggelse)
- Lundager (bebyggelse, ejerlav)
- Lunde (bebyggelse, ejerlav)
- Lundtang (bebyggelse, ejerlav)
- Nørlund (bebyggelse)
- Nørre Tarp (bebyggelse, ejerlav)
- Nørvang (bebyggelse)
- Nåbjerg (areal, bebyggelse)
- Skjedsbøl (bebyggelse, ejerlav)
- Snittrup (bebyggelse, ejerlav)
- Stenhøj (areal)
- Sønder Tarp (bebyggelse, ejerlav)
- Søndersig (bebyggelse, ejerlav)
- Tobjerge (bebyggelse)
- Øster Debel (bebyggelse, ejerlav)

Siden 1955 er sognets befolkningstal faldet med knap en tredjedel.